# Saint-Cloud Paris Stade Français 2019-2020
Questa voce raccoglie le informazioni riguardanti il Saint-Cloud Paris Stade Français nelle competizioni ufficiali della stagione 2019-2020.

## Organigramma societario
Area direttiva
- Presidente: Claude Orphelin

Area tecnica
- Allenatore: Nikola Borčić
- Allenatore in seconda: Fabien Lagarde, Lara Borčić

## Rosa
| N° | Nome                    | Ruolo | Data di nascita  | Nazionalità sportiva |
| -- | ----------------------- | ----- | ---------------- | -------------------- |
| 1  | Graciella Moukila       | L     | 26 giugno 2001   | Francia              |
| 2  | Daniela Öhman           | C     | 16 marzo 1997    | Finlandia            |
| 3  | Marie-Sophie Nadeau     | S     | 10 ottobre 1989  | Canada               |
| 4  | Elena Hourdin-Solovieff | S     | 3 maggio 2003    | Francia              |
| 5  | Auriane Biemel          | L     | 5 ottobre 1999   | Francia              |
| 6  | Lilou Caillard          | P     | 18 novembre 2002 | Francia              |
| 7  | Nicole Szyba            | C     | 3 settembre 1998 | Francia              |
| 8  | Carinne Turner-Gebhardt | P     | 28 marzo 1996    | Stati Uniti          |
| 10 | Jelena Oluić            | S     | 15 gennaio 1994  | Serbia               |
| 11 | Julija Mõnnakmäe        | P     | 7 novembre 1990  | Estonia              |
| 12 | Isaline Sager-Weider    | C     | 5 luglio 1988    | Francia              |
| 13 | Romana Krišková         | C/O   | 2 maggio 1993    | Slovacchia           |
| 14 | Mallory Steux           | P     | 24 ottobre 1988  | Francia              |
| 15 | Els Vandesteene         | S     | 30 maggio 1987   | Belgio               |
| 16 | Aminata Konate          | S     | 8 settembre 2000 | Francia              |
| 17 | Dorine Ntalou           | S     | 18 maggio 2000   | Francia              |
| 18 | Leonie Schwertmann      | C     | 12 gennaio 1994  | Germania             |
| 19 | Alexandra Dascalu       | O     | 17 aprile 1991   | Francia              |

## Risultati

### Coppa di Francia

#### Fase a eliminazione diretta
| Ottavi di finale - 29 ottobre 2019 Complexe Pierre Chatrousse, Chamalières | Chamalières          | 1 - 3 | Saint-Cloud Paris SF | 28-26, 21-25, 25-27, 18-25 |
| Quarti di finale - 12 novembre 2019 Gymnase Geo André, Parigi              | Saint-Cloud Paris SF | 0 - 3 | Volero Le Cannet     | 15-25, 12-25, 22-25        |